# Ignacy Kranz
Ignacy Kranz (ur. 29 lipca 1854 w Krośnie, zm. 1924) – polski nauczyciel, pedagog.

## Życiorys
Urodził się 29 lipca 1854 w Krośnie. Był synem Jakuba i Agnieszki z domu Kraś. 1 czerwca 1874 ukończył naukę w C. K. I Gimnazjum w Rzeszowie. 
Ukończył studia matematyki i fizyki na Uniwersytecie Jagiellońskim. Podjął pracę nauczyciela od 29 października 1880. Egzamin zawodowy złożył 6 czerwca 1889. Od 6 czerwca 1880 pracował jako asystent w obserwatorium astronomicznym. Został mianowany nauczycielem rzeczywistym 26 czerwca 1890. Do 1904 pracował w Gimnazjum św. Anny w Krakowie, z przerwami gdy był zatrudniony w Brodach i w Rzeszowie. Został mianowany dyrektorem  C. K. VI Gimnazjum w Krakowie-Podgórzu 3 grudnia 1904 i sprawował stanowisko w kolejnych latach. Otrzymał VI rangę w zawodzie 27 grudnia 1907. W 1910 obchodził jubileusz 30-lecia pracy. Był autorem podręczników szkolnych, w tym do matematyki.
Na początku 1912 został wybrany na funkcję zastępcy przewodniczącego C. K. Rady Szkolnej Okręgowej. Był członkiem dożywotnim Towarzystwa Szkoły Ludowej. W 1903 został wylosowany do funkcji sędziego przysięgłego w C. K. Krajowym Sądzie Karnym w Krakowie.

## Publikacje
- Teorye i Poglądy Pedagogiczne Kanta (1902)[13]
- Logarytmy (1902)[14]
- Arytmetyka i Algebra. Cz. I. Na klasy I i II (1904)[15]
- Arytmetyka i Algebra. Cz. II (1904)[16]
- X. Sprawozdanie Dyrekcyi c. k. Gimnazyum w Podgórzu za rok szkolny 1908 (1908)
- Geometrya poglądowa. Podręcznik dla niższych klas szkół średnich. Cz. 2, Na klasę 3 i 4 (1908)
- Arytmetyka. Podręcznik na klasę 3 gimnazyów, realnych gimnazyów i szkół realnych (1910)
- Arytmetyka. Podręcznik na klasę 1 gimnazyów, realnych gimnazyów i szkół realnych (1911)

## Odznaczenia
austro-węgierskie
- Medal Jubileuszowy Pamiątkowy dla Cywilnych Funkcjonariuszów Państwowych[7].
- Krzyż Jubileuszowy dla Cywilnych Funkcjonariuszów Państwowych[7].